# Einband-Europameisterschaft 1991

Logo CEB (ausrichtender Verband)

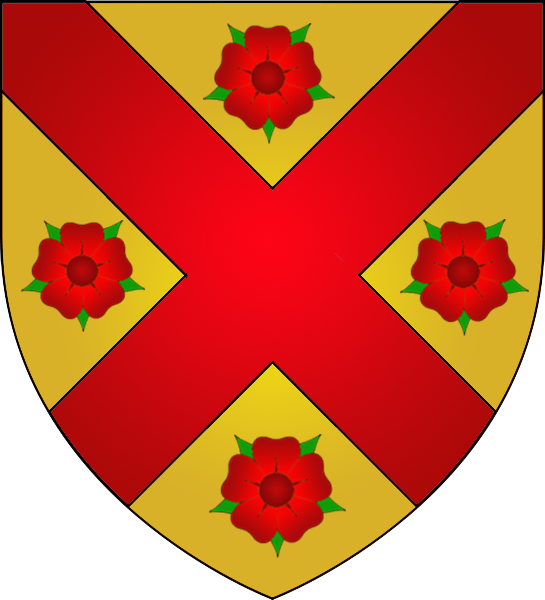
Veranstaltungsort: Bad Mondorf

Die Einband-Europameisterschaft 1991 war das 38. Turnier in dieser Disziplin des Karambolagebillards und fand vom 27. Februar bis zum 3. März 1991 in Bad Mondorf statt. Es war die zweite Einband-Europameisterschaft in Luxemburg.

## Geschichte
Frédéric Caudron verteidigte in Bad Mondorf erfolgreich seinen Titel durch einen Endspielsieg gegen den Lokalmatador Fonsy Grethen. Damit wartet Grethen weiter auf einen Erfolg in seinem Heimatland. Den dritten Platz sicherte sich Fabian Blondeel durch einen 2:1 Satzsieg gegen den ganz stark spielenden Italiener Antonio Oddo, der sein bestes internationales Ergebnis erzielte. Das Niveau dieser Meisterschaft war sehr dürftig, was auch sicher an der sehr kurzen Satzdistanz lag. Dadurch wurde sehr defensiv gespielt. Leider wurden vom Ausrichter keine Höchstserien mitgeteilt.

## Turniermodus
Gespielt wurde eine Qualifikation mit 51 Akteuren, wovon sich neun Spieler für das Hauptturnier qualifizieren konnten. Diese neun Spieler trafen auf die sieben gesetzten Spieler. Hier gab es ein Doppel-KO System mit einer Sieger- und einer Trostrunde, wobei die Spieler für das Finale und das Spiel um Platz drei ermittelt wurden. Es wurde auf zwei Gewinnsätze à 50 Punkte gespielt. Endete ein Satz 50:50 in einer Aufnahme gab es einen Tie Break. Endete auch dieser Unentschieden wurde ein Bandenentscheid (BE) gespielt um den Sieger zu ermitteln. Es wurde ohne Nachstoß gespielt, außer bei einer Partie in einer Aufnahme. Bei einem 2:0 Satzgewinn gab es drei Satzpunkte.
Bei MP-Gleichstand wird in folgender Reihenfolge gewertet:
1. MP = Matchpunkte
2. SP = Satzpunkte
3. GD = Generaldurchschnitt
4. HS = Höchstserie

## Qualifikation
| MP    | Match Points (Sieger = 2; Unentschieden = 1; Verlierer = 0) |
| Pkte. | Erzielte Karambolagen                                       |
| Aufn. | Benötigte Versuche                                          |
| GD    | Generaldurchschnitt                                         |
| BED   | Bester Einzeldurchschnitt eines Spielers                    |
| HS    | Höchstserie                                                 |
|       | Bester GD des Turniers                                      |
|       | Bester ED des Turniers                                      |
|       | Beste HS des Turniers                                       |
|       | 1. Platz (Gold)                                             |
|       | 2. Platz (Silber)                                           |
|       | 3. Platz (Bronze)                                           |

| Abschlusstabelle Gruppe A | Abschlusstabelle Gruppe A | Abschlusstabelle Gruppe A | Abschlusstabelle Gruppe A | Abschlusstabelle Gruppe A | Abschlusstabelle Gruppe A | Abschlusstabelle Gruppe A | Abschlusstabelle Gruppe A |
| Platz                     | Name                      | MP                        | SP                        | Pkte                      | Aufn.                     | GD                        | BED                       |
| ------------------------- | ------------------------- | ------------------------- | ------------------------- | ------------------------- | ------------------------- | ------------------------- | ------------------------- |
| 1                         | Francis Forton            | 6:0                       | 5:1                       | 341                       | 107                       | 3,18                      | 3,33                      |
| 2                         | Robert Steinbach          | 2:4                       | 3:4                       | 199                       | 72                        | 2,76                      | ?                         |
| 3                         | Yves Sureau               | 2:4                       | 2:4                       | 220                       | 94                        | 2,34                      | 3,44                      |
| 4                         | Armin Grimm               | 2:4                       | 2:4                       | 143                       | 63                        | 2,26                      | 2,94                      |

| Abschlusstabelle Gruppe B | Abschlusstabelle Gruppe B | Abschlusstabelle Gruppe B | Abschlusstabelle Gruppe B | Abschlusstabelle Gruppe B | Abschlusstabelle Gruppe B | Abschlusstabelle Gruppe B | Abschlusstabelle Gruppe B |
| Platz                     | Name                      | MP                        | SP                        | Pkte                      | Aufn.                     | GD                        | BED                       |
| ------------------------- | ------------------------- | ------------------------- | ------------------------- | ------------------------- | ------------------------- | ------------------------- | ------------------------- |
| 1                         | Volker Baten              | 4:0                       | 4:2                       | 244                       | 52                        | 4,69                      | 5,33                      |
| 2                         | Eddy Leppens              | 2:2                       | 3:2                       | 208                       | 54                        | 3,85                      | 3,84                      |
| 3                         | Gerhard Ralis             | 0:4                       | 1:4                       | 195                       | 49                        | 3,97                      | –                         |

| Abschlusstabelle Gruppe C | Abschlusstabelle Gruppe C | Abschlusstabelle Gruppe C | Abschlusstabelle Gruppe C | Abschlusstabelle Gruppe C | Abschlusstabelle Gruppe C | Abschlusstabelle Gruppe C | Abschlusstabelle Gruppe C |
| Platz                     | Name                      | MP                        | SP                        | Pkte                      | Aufn.                     | GD                        | BED                       |
| ------------------------- | ------------------------- | ------------------------- | ------------------------- | ------------------------- | ------------------------- | ------------------------- | ------------------------- |
| 1                         | Dieter Großjung           | 4:0                       | 4:1                       | 229                       | 53                        | 4,32                      | 5,88                      |
| 2                         | Leo Koomen                | 2:2                       | 3:2                       | 191                       | 71                        | 2,69                      | 2,77                      |
| 3                         | Philippe Deraes           | 0:4                       | 0:4                       | 155                       | 51                        | 3,03                      | –                         |

| Abschlusstabelle Gruppe D | Abschlusstabelle Gruppe D | Abschlusstabelle Gruppe D | Abschlusstabelle Gruppe D | Abschlusstabelle Gruppe D | Abschlusstabelle Gruppe D | Abschlusstabelle Gruppe D | Abschlusstabelle Gruppe D |
| Platz                     | Name                      | MP                        | SP                        | Pkte                      | Aufn.                     | GD                        | BED                       |
| ------------------------- | ------------------------- | ------------------------- | ------------------------- | ------------------------- | ------------------------- | ------------------------- | ------------------------- |
| 1                         | Carlos Tuset              | 6:0                       | 6:1                       | 319                       | 77                        | 4,14                      | 4,76                      |
| 2                         | Marc Massé                | 4:2                       | 5:3                       | 373                       | 86                        | 4,33                      | 4,54                      |
| 3                         | Ignace Duym               | 2:4                       | 3:5                       | 284                       | 109                       | 2,60                      | 2,60                      |
| 4                         | Franzel Simon             | 0:6                       | 1:6                       | 173                       | 93                        | 1,86                      | –                         |

| Abschlusstabelle Gruppe E | Abschlusstabelle Gruppe E | Abschlusstabelle Gruppe E | Abschlusstabelle Gruppe E | Abschlusstabelle Gruppe E | Abschlusstabelle Gruppe E | Abschlusstabelle Gruppe E | Abschlusstabelle Gruppe E |
| Platz                     | Name                      | MP                        | SP                        | Pkte                      | Aufn.                     | GD                        | BED                       |
| ------------------------- | ------------------------- | ------------------------- | ------------------------- | ------------------------- | ------------------------- | ------------------------- | ------------------------- |
| 1                         | Jean Arnaud               | 6:0                       | 6:1                       | 338                       | 94                        | 3,59                      | 4,16                      |
| 2                         | Francisco Fortiana        | 4:2                       | 5:2                       | 317                       | 79                        | 4,01                      | 7,14                      |
| 3                         | Christ Calemein           | 2:4                       | 2:5                       | 222                       | 120                       | 1,85                      | 1,74                      |
| 4                         | Christian Dressel         | 0:6                       | 1:6                       | 226                       | 125                       | 1,80                      | –                         |

| Abschlusstabelle Gruppe F | Abschlusstabelle Gruppe F | Abschlusstabelle Gruppe F | Abschlusstabelle Gruppe F | Abschlusstabelle Gruppe F | Abschlusstabelle Gruppe F | Abschlusstabelle Gruppe F | Abschlusstabelle Gruppe F |
| Platz                     | Name                      | MP                        | SP                        | Pkte                      | Aufn.                     | GD                        | BED                       |
| ------------------------- | ------------------------- | ------------------------- | ------------------------- | ------------------------- | ------------------------- | ------------------------- | ------------------------- |
| 1                         | Pedro Arnau               | 4:2                       | 5:4                       | 396                       | 109                       | 3,63                      | 3,86                      |
| 2                         | Stefan Galla              | 4:2                       | 4:3                       | 303                       | 83                        | 3,65                      | 4,76                      |
| 3                         | Fabrice Puigvert          | 2:4                       | 4:4                       | 315                       | 104                       | 3,12                      | 3,33                      |
| 4                         | Peter Willems             | 2:4                       | 3:5                       | 313                       | 99                        | 3,16                      | 3,55                      |

| Abschlusstabelle Gruppe G | Abschlusstabelle Gruppe G | Abschlusstabelle Gruppe G | Abschlusstabelle Gruppe G | Abschlusstabelle Gruppe G | Abschlusstabelle Gruppe G | Abschlusstabelle Gruppe G | Abschlusstabelle Gruppe G |
| Platz                     | Name                      | MP                        | SP                        | Pkte                      | Aufn.                     | GD                        | BED                       |
| ------------------------- | ------------------------- | ------------------------- | ------------------------- | ------------------------- | ------------------------- | ------------------------- | ------------------------- |
| 1                         | Johan Claessen            | 2:2                       | 3:2                       | 225                       | 54                        | 4,16                      | 3,70                      |
| 2                         | Egidio Vierat             | 2:2                       | 3:3                       | 221                       | 51                        | 4,33                      | 3,85                      |
| 3                         | Uwe Matuszak              | 2:2                       | 2:3                       | 184                       | 50                        | 3,68                      | 4,33                      |

| Abschlusstabelle Gruppe H | Abschlusstabelle Gruppe H | Abschlusstabelle Gruppe H | Abschlusstabelle Gruppe H | Abschlusstabelle Gruppe H | Abschlusstabelle Gruppe H | Abschlusstabelle Gruppe H | Abschlusstabelle Gruppe H |
| Platz                     | Name                      | MP                        | SP                        | Pkte                      | Aufn.                     | GD                        | BED                       |
| ------------------------- | ------------------------- | ------------------------- | ------------------------- | ------------------------- | ------------------------- | ------------------------- | ------------------------- |
| 1                         | Antonio Oddo              | 6:0                       | 6:2                       | 389                       | 67                        | 5,80                      | 8,22                      |
| 2                         | José Luis Liarte          | 4:2                       | 4:3                       | 322                       | 67                        | 4,80                      | 5,84                      |
| 3                         | Michael Hikl              | 2:4                       | 4:4                       | 293                       | 62                        | 4,72                      | 5,00                      |
| 4                         | Axel Büscher              | 0:6                       | 1:6                       | 197                       | 68                        | 2,89                      | –                         |

| Abschlusstabelle Gruppe I | Abschlusstabelle Gruppe I | Abschlusstabelle Gruppe I | Abschlusstabelle Gruppe I | Abschlusstabelle Gruppe I | Abschlusstabelle Gruppe I | Abschlusstabelle Gruppe I | Abschlusstabelle Gruppe I |
| Platz                     | Name                      | MP                        | SP                        | Pkte                      | Aufn.                     | GD                        | BED                       |
| ------------------------- | ------------------------- | ------------------------- | ------------------------- | ------------------------- | ------------------------- | ------------------------- | ------------------------- |
| 1                         | Stephan Horvath           | 4:2                       | 4:2                       | 257                       | 56                        | 4,58                      | 5,55                      |
| 2                         | Orhan Erogul              | 4:2                       | 4:4                       | 296                       | 76                        | 3,89                      | 4,43                      |
| 3                         | Peter de Backer           | 2:4                       | 3:4                       | 288                       | 64                        | 4,50                      | 6,25                      |
| 4                         | Piet Adrichem             | 2:4                       | 3:4                       | 253                       | 62                        | 4,08                      | 5,26                      |

## Hauptturnier
| Name               | MP  | SP  | 1. Satz | 2. Satz | 3. Satz | Pkte. | Aufn. | GD    |
| ------------------ | --- | --- | ------- | ------- | ------- | ----- | ----- | ----- |
| 1. Runde           |     |     |         |         |         |       |       |       |
| Frédéric Caudron   | 2:0 | 2:1 | 50(12)  | 46(12)  | 50(6)   | 146   | 30    | 4,86  |
| Antonio Oddo       | 0:2 | 1:2 | 36(11)  | 50(13)  | 11(5)   | 97    | 29    | 3,34  |
| Johan Claessen     | 0:2 | 1:2 | 50(12)  | 32(16)  | 33(12)  | 115   | 40    | 2,83  |
| Carlos Tuset       | 2:0 | 2:1 | 41(11)  | 50(17)  | 50(12)  | 141   | 40    | 3,52  |
| Thomas Wildförster | 2:0 | 2:1 | 19(4)   | 50(6)   | 50(8)   | 119   | 18    | 6,61  |
| Dieter Großjung    | 0:2 | 1:2 | 50(4)   | 20(6)   | 27(7)   | 97    | 17    | 5,70  |
| Volker Baten       | 0:2 | 0:3 | 15(6)   | 38(10)  |         | 53    | 16    | 3,31  |
| Franz Stenzel      | 2:0 | 3:0 | 50(6)   | 50(11)  |         | 100   | 17    | 5,88  |
| Jean Arnaud        | 0:2 | 0:3 | 36(8)   | 24(8)   |         | 60    | 16    | 3,75  |
| Brahim Djoubri     | 2:0 | 3:0 | 50(9)   | 50(8)   |         | 100   | 17    | 5,88  |
| Fabian Blondeel    | 2:0 | 3:0 | 50(8)   | 50(8)   |         | 100   | 16    | 6,25  |
| Francis Forton     | 0:2 | 0:3 | 28(7)   | 20(8)   |         | 48    | 15    | 3,20  |
| Pedro Arnau        | 0:2 | 0:3 | 14(8)   | 42(11)  |         | 56    | 19    | 2,94  |
| Jos Bongers        | 2:0 | 3:0 | 50(8)   | 50(12)  |         | 100   | 20    | 5,00  |
| Fonsy Grethen      | 2:0 | 2:1 | 50(10)  | 15(6)   | 50(7)   | 115   | 23    | 5,00  |
| Stephan Horvath    | 0:2 | 1:2 | 30(9)   | 50(7)   | 11(6)   | 91    | 22    | 4,13  |
| 2. Runde           |     |     |         |         |         |       |       |       |
| Frédéric Caudron   | 2:0 | 3:0 | 50(10)  | 50(2)   |         | 100   | 12    | 8,33  |
| Carlos Tuset       | 0:2 | 0:3 | 49(10)  | 0(1)    |         | 49    | 11    | 4,45  |
| Thomas Wildförster | 2:0 | 2:1 | 50(4)   | 19(10)  | 50(11)  | 119   | 25    | 4,76  |
| Franz Stenzel      | 0:2 | 1:2 | 17(4)   | 50(10)  | 14(11)  | 81    | 25    | 3,24  |
| Brahim Djoubri     | 0:2 | 1:2 | 50(6)   | 23(10)  | 15(10)  | 88    | 26    | 3,38  |
| Fabian Blondeel    | 2:0 | 2:1 | 37(5)   | 50(11)  | 50(10)  | 137   | 26    | 5,26  |
| Jos Bongers        | 0:2 | 0:3 | 2(2)    | 44(5)   |         | 46    | 7     | 6,57  |
| Fonsy Grethen      | 2:0 | 3:0 | 50(3)   | 50(5)   |         | 100   | 8     | 12,50 |
| 3. Runde           |     |     |         |         |         |       |       |       |
| Frédéric Caudron   | 2:0 | 3:0 | 50(10)  | 50(6)   |         | 100   | 16    | 6,25  |
| Thomas Wildförster | 0:2 | 0:3 | 47(9)   | 30(6)   |         | 77    | 15    | 5,13  |
| Fabian Blondeel    | 0:2 | 0:3 | 41(11)  | 36(8)   |         | 77    | 19    | 4,05  |
| Fonsy Grethen      | 2:0 | 3:0 | 50(11)  | 50(9)   |         | 100   | 20    | 5,00  |
| Finale             |     |     |         |         |         |       |       |       |
| Frédéric Caudron   | 2:0 | 3:0 | 50(7)   | 50(4)   |         | 100   | 11    | 9,09  |
| Fonsy Grethen      | 0:2 | 0:3 | 25(6)   | 42(4)   |         | 67    | 10    | 6,70  |

| Name               | MP  | SP  | 1. Satz | 2. Satz | 3. Satz | Pkte. | Aufn. | GD    |
| ------------------ | --- | --- | ------- | ------- | ------- | ----- | ----- | ----- |
| 1. Runde           |     |     |         |         |         |       |       |       |
| Antonio Oddo       | 2:0 | 2:1 | 32(5)   | 50(4)   | 50(3)   | 132   | 12    | 11,00 |
| Johan Claessen     | 0:2 | 1:2 | 50(6)   | 9(3)    | 34(3)   | 93    | 12    | 7,75  |
| Dieter Großjung    | 0:2 | 1:2 | 50(11)  | 0(2)    | 18(10)  | 68    | 23    | 2,95  |
| Volker Baten       | 2:0 | 2:1 | 47(11)  | 50(2)   | 50(11)  | 147   | 24    | 6,12  |
| Jean Arnaud        | 0:2 | 1:2 | 50(11)  | 29(14)  | 42(20)  | 121   | 45    | 2,68  |
| Francis Forton     | 2:0 | 2:1 | 32(11)  | 50(14)  | 50(21)  | 132   | 46    | 2,86  |
| Pedro Arnau        | 2:0 | 2:1 | 50(9)   | 44(6)   | 50(6)   | 144   | 21    | 6,85  |
| Stephan Horvath    | 0:2 | 1:2 | 38(9)   | 50(6)   | 7(6)    | 95    | 21    | 4,52  |
| 2. Runde           |     |     |         |         |         |       |       |       |
| Antonio Oddo       | 2:0 | 2:1 | 50(7)   | 39(4)   | 50(9)   | 139   | 20    | 6,95  |
| Jos Bongers        | 0:2 | 1:2 | 39(6)   | 50(5)   | 48(8)   | 137   | 19    | 7,21  |
| Volker Baten       | 0:2 | 0:3 | 24(12)  | 25(9)   |         | 49    | 21    | 2,33  |
| Brahim Djoubri     | 2:0 | 3:0 | 50(13)  | 50(9)   |         | 100   | 22    | 4,54  |
| Francis Forton     | 0:2 | 0:3 | 31(9)   | 41(10)  |         | 72    | 19    | 3,78  |
| Franz Stenzel      | 2:0 | 3:0 | 50(10)  | 50(10)  |         | 100   | 20    | 5,00  |
| Pedro Arnau        | 0:2 | 0:3 | 34(12)  | 36(13)  |         | 70    | 25    | 2,80  |
| Carlos Tuset       | 2:0 | 3:0 | 50(13)  | 50(13)  |         | 100   | 26    | 3,84  |
| 3. Runde           |     |     |         |         |         |       |       |       |
| Antonio Oddo       | 2:0 | 2:1 | 23(8)   | 50(17)  | 50(10)  | 123   | 35    | 3,51  |
| Brahim Djoubri     | 0:2 | 1:2 | 50(8)   | 35(17)  | 23(9)   | 108   | 34    | 3,17  |
| Franz Stenzel      | 0:2 | 1:2 | 50(2)   | 12(4)   | 44(7)   | 106   | 13    | 8,15  |
| Carlos Tuset       | 2:0 | 2:1 | 18(2)   | 50(4)   | 50(8)   | 118   | 14    | 8,42  |
| 4. Runde           |     |     |         |         |         |       |       |       |
| Antonio Oddo       | 2:0 | 3:0 | 50(4)   | 50(9)   |         | 100   | 13    | 7,69  |
| Thomas Wildförster | 0:2 | 0:3 | 3(3)    | 44(9)   |         | 47    | 12    | 3,91  |
| Carlos Tuset       | 0:2 | 0:3 | 1(1)    | 31(15)  |         | 32    | 16    | 2,00  |
| Fabian Blondeel    | 2:0 | 3:0 | 50(2)   | 50(15)  |         | 100   | 17    | 5,88  |
| Spiel um Platz 3   |     |     |         |         |         |       |       |       |
| Antonio Oddo       | 0:2 | 1:2 | 50(5)   | 36(7)   | 46(12)  | 132   | 24    | 5,50  |
| Fabian Blondeel    | 2:0 | 2:1 | 49(5)   | 50(7)   | 50(13)  | 149   | 25    | 5,96  |

| MP    | Match Points (Sieger = 2; Unentschieden = 1; Verlierer = 0) |
| Pkte. | Erzielte Karambolagen                                       |
| Aufn. | Benötigte Versuche                                          |
| GD    | Generaldurchschnitt                                         |
| BED   | Bester Einzeldurchschnitt eines Spielers                    |
| HS    | Höchstserie                                                 |
|       | Bester GD des Turniers                                      |
|       | Bester ED des Turniers                                      |
|       | Beste HS des Turniers                                       |
|       | 1. Platz (Gold)                                             |
|       | 2. Platz (Silber)                                           |
|       | 3. Platz (Bronze)                                           |

| Platz                               | Name               | Spiele | MP  | SP   | Pkte | Aufn. | GD   | BED   | BSD   |
| ----------------------------------- | ------------------ | ------ | --- | ---- | ---- | ----- | ---- | ----- | ----- |
| 1                                   | Frédéric Caudron   | 4      | 8:0 | 11:1 | 446  | 69    | 6,46 | 9,09  | 25,00 |
| 2                                   | Fonsy Grethen      | 4      | 6:2 | 8:4  | 382  | 61    | 6,16 | 12,50 | 16,66 |
| 3                                   | Fabian Blondeel    | 5      | 8:2 | 10:5 | 563  | 103   | 5,46 | 6,25  | 25,00 |
| 4                                   | Antonio Oddo       | 6      | 8:4 | 11:7 | 723  | 133   | 5,43 | 11,00 | 16,66 |
| 5                                   | Carlos Tuset       | 5      | 6:4 | 7:8  | 440  | 107   | 4,11 | 8,42  | 12,50 |
| 6                                   | Thomas Wildförster | 4      | 4:4 | 4:8  | 362  | 70    | 5,17 | 6,61  | 12,50 |
| 7                                   | Franz Stenzel      | 4      | 4:4 | 8:4  | 387  | 75    | 5,16 | 5,88  | 25,00 |
| 8                                   | Brahim Djoubri     | 4      | 4:4 | 8:4  | 396  | 99    | 4,00 | 5,88  | 8,33  |
| 9                                   | Jos Bongers        | 3      | 2:4 | 4:5  | 283  | 46    | 6,15 | 5,00  | 10,00 |
| 10                                  | Pedro Arnau        | 3      | 2:4 | 2:7  | 270  | 65    | 4,15 | 6,85  | 8,33  |
| 11                                  | Volker Baten       | 3      | 2:4 | 2:7  | 249  | 61    | 4,08 | 6,12  | 25,00 |
| 12                                  | Francis Forton     | 3      | 2:4 | 2:7  | 252  | 80    | 3,15 | 2,86  | 3,57  |
| 13                                  | Stephan Horvath    | 2      | 0:4 | 2:4  | 186  | 43    | 4,32 | –     | 8,33  |
| 14                                  | Dieter Großjung    | 2      | 0:4 | 2:4  | 165  | 40    | 4,12 | –     | 12,50 |
| 15                                  | Johan Claessen     | 2      | 0:4 | 2:4  | 208  | 52    | 4,00 | –     | 8,33  |
| 16                                  | Jean Arnaud        | 2      | 0:4 | 1:5  | 181  | 61    | 2,96 | –     | 4,54  |
| Turnierdurchschnitt: Endrunde: 4,71 |                    |        |     |      |      |       |      |       |       |